# Acropteris reticulata
Acropteris reticulata är en fjärilsart som beskrevs av W. Warren 1897. Acropteris reticulata ingår i släktet Acropteris och familjen Uraniidae. Inga underarter finns listade i Catalogue of Life.